# Замок Чешме
Замок Чешме (тур. Çeşme Kalesi) — це історичний замок у місті Чешме, Туреччина.  

## Розташування
Замок розташований в Чешме, провінція Ізмір, на 38°19′25″ пн. ш. 26°18′13″ сх. д. / 38.3236° пн. ш. 26.3036° сх. д. Відстань до Ізміра — 35 км.  Перед замком встановлено пам'ятник Джезаїрлі Газі Хасану-паші, а у самому замку облаштовано музей Чешме. 

## Історія
У часи Розквіту Османської імперії на Чешме двічі нападали венеційці у 1472 та 1501 рр.  Аби цього більше не повторювалось у 1508 р., у часи правління султана Баєзида II, османи побудували тут замок. У той час замок знаходився на березі моря. У 2020 р. замок внесений у список як  номінант на звання об'єктіу Світової спадщини ЮНЕСКО в Туреччині. 

## Замок та діяльність
Прямокутний план замку має рови з трьох боків шістьох бастіонів.  
Сьогодні замок використовується як фестивальний центр, який приймає Міжнародний Музичний фестиваль Чешме та Фестиваль Чешме. 

## Галерея

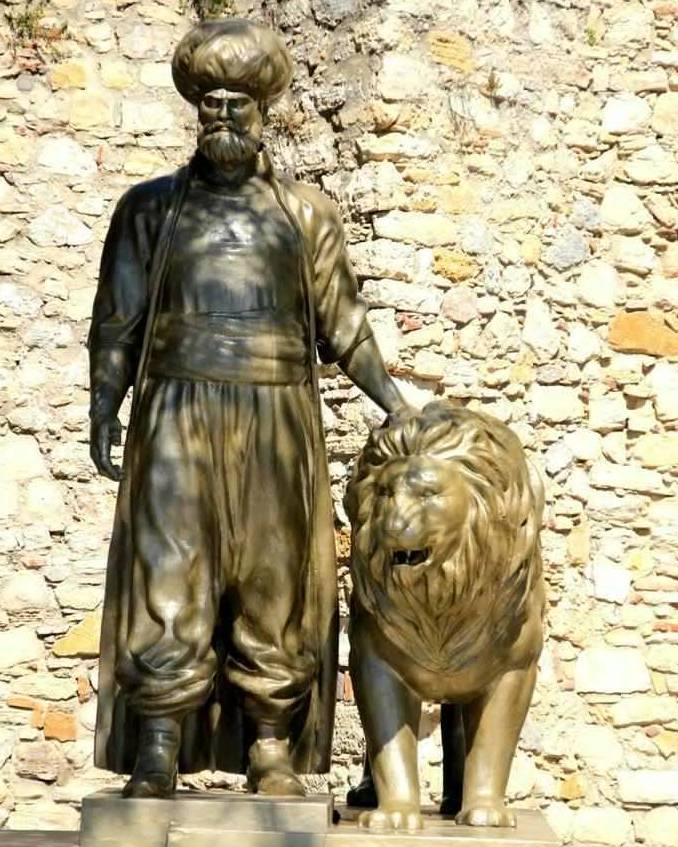
Пам'ятник Джезаїрлі Газі Хасану-паші
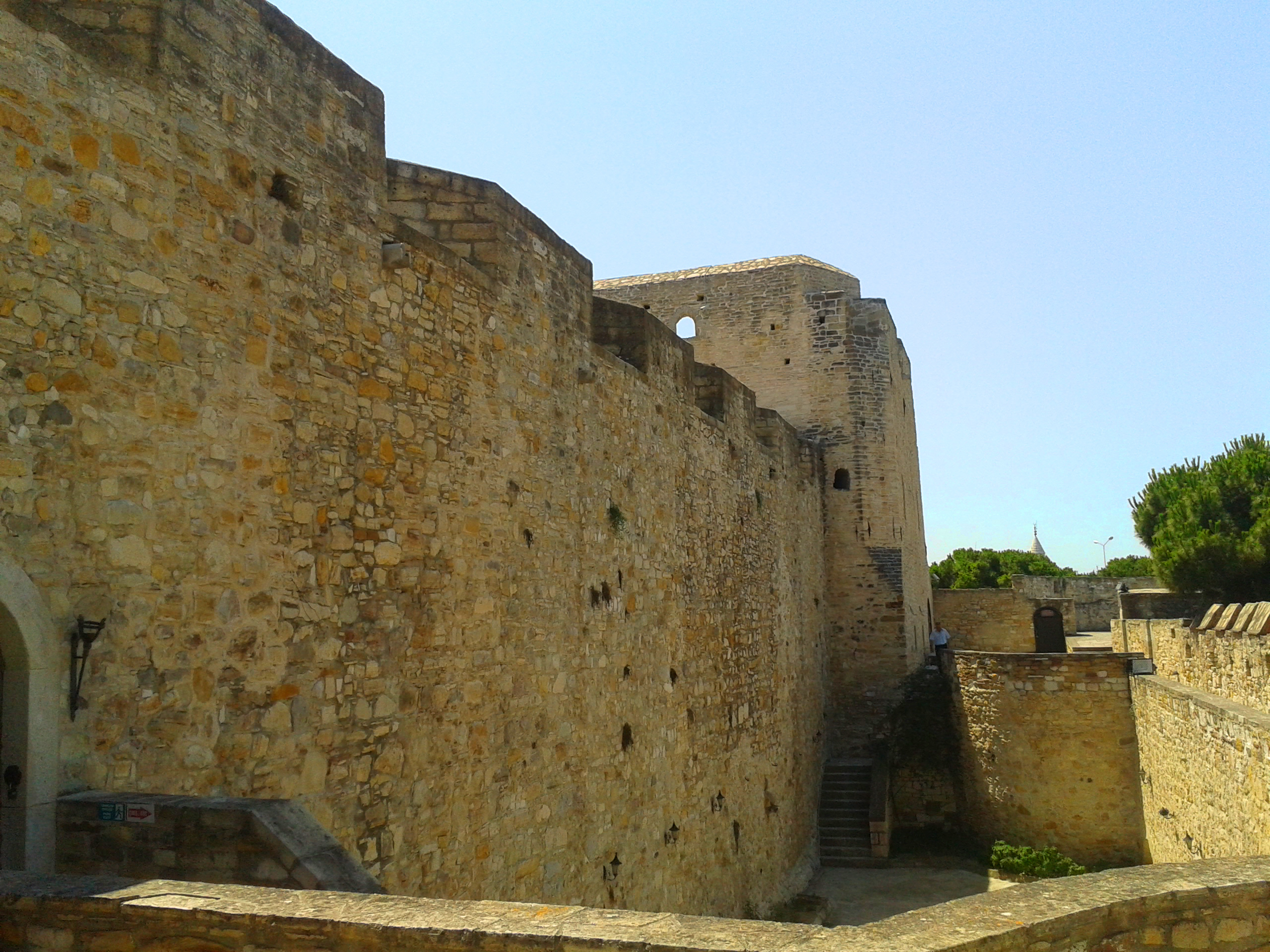
Замок Чешме
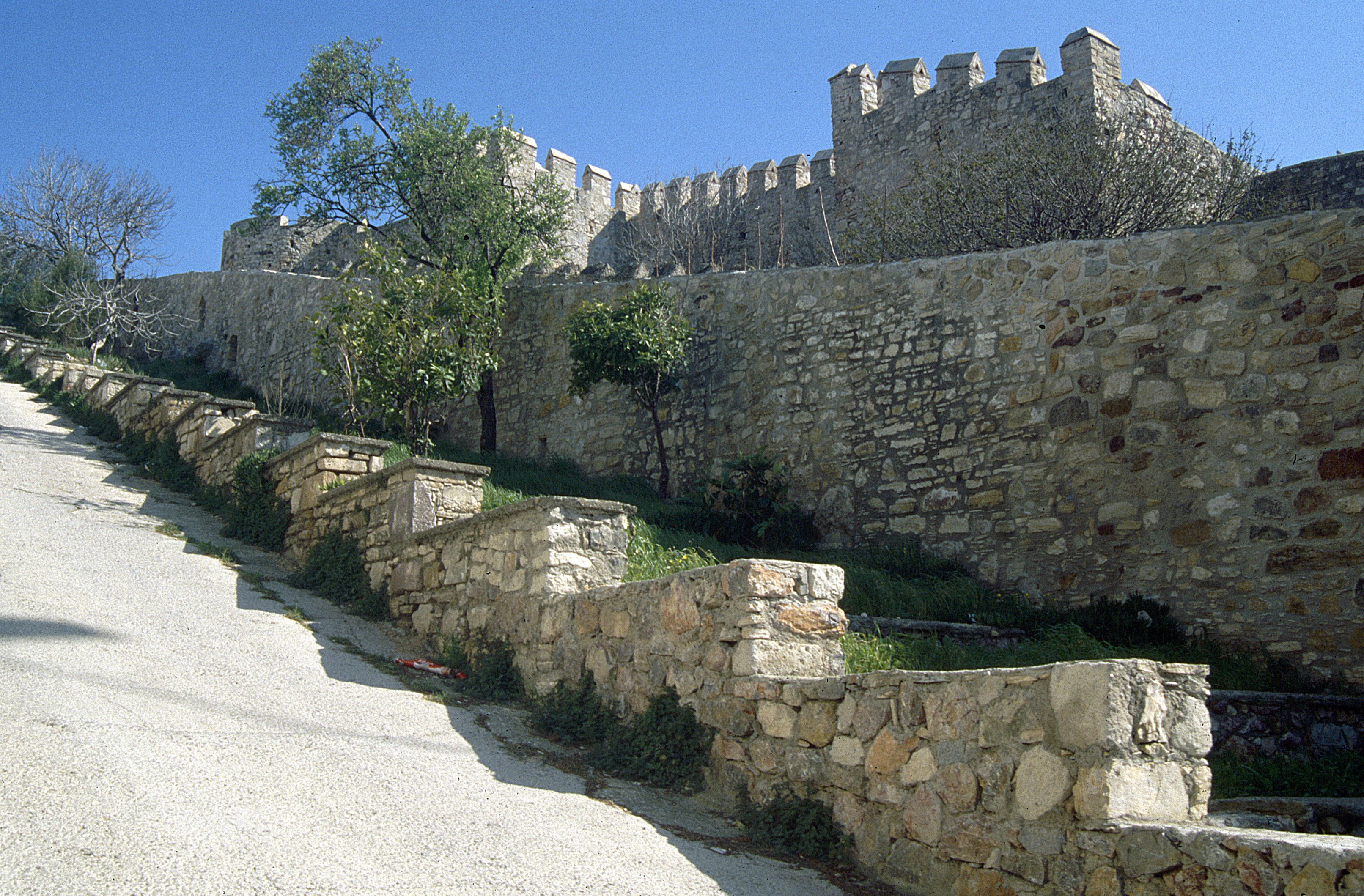
Стіни замоку Чешме